# Lumière a la millor actriu
El Lumière a la millor actriu s'atorga cada any a un actriu protagonista d’una pel·lícula francesa estrenada a França l'any anterior, durant la Cerimònia des Lumières de la premsa internacional.
L’Académie des Lumières, formada per més de 200 periodistes de la premsa internacional, premia cada any les millors pel·lícules des de la 1996.

## Guanyadors i nominats
A les llistes següents, els títols i els noms en negreta amb fons blau són les guanyadores i les destinatàries respectivament; els que no estan en negreta són les nominades.

### Dècada de 1990
| Any       | Actriu           | Pel·lícula             |
| --------- | ---------------- | ---------------------- |
| 1996 (1a) | Isabelle Huppert | La Cérémonie           |
| 1997 (2a) | Fanny Ardant     | Ridícul                |
| 1998 (3a) | Miou-Miou        | Nettoyage à sec        |
| 1999 (4a) | Élodie Bouchez   | La Vie rêvée des anges |

### Dècada del 2000
| Any        | Actriu               | Pel·lícula                     |
| ---------- | -------------------- | ------------------------------ |
| 2000 (5a)  | Karin Viard          | Haut les cœurs!                |
| 2001 (6a)  | Isabelle Huppert     | Merci pour le chocolat         |
| 2002 (7a)  | Audrey Tautou        | Amélie                         |
| 2003 (8a)  | Isabelle Carré       | Se souvenir des belles choses  |
| 2004 (9a)  | Sylvie Testud        | Stupeur et tremblements        |
| 2005 (10a) | Emmanuelle Devos     | Rois et Reine                  |
| 2006 (11a) | Isabelle Huppert     | Gabrielle                      |
| 2007 (12a) | Marina Hands         | Lady Chatterley                |
| 2007 (12a) | Danielle Darrieux    | Nouvelle chance                |
| 2007 (12a) | Sabine Azéma         | Cœurs                          |
| 2007 (12a) | Isabelle Huppert     | L'Ivresse du pouvoir           |
| 2007 (12a) | Marina de Van        | Je pense à vous                |
| 2008 (13a) | Marion Cotillard     | La vida en rosa                |
| 2008 (13a) | Mélanie Laurent      | La Chambre des morts           |
| 2008 (13a) | Sylvie Testud        | Ce que mes yeux ont vu         |
| 2008 (13a) | Ludivine Sagnier     | La noia tallada en dues        |
| 2008 (13a) | Marina Foïs          | Darling                        |
| 2009 (14a) | Yolande Moreau       | Séraphine                      |
| 2009 (14a) | Catherine Frot       | L'Empreinte de l'ange          |
| 2009 (14a) | Felicite Wouassi     | Aide-toi, le ciel t'aidera     |
| 2009 (14a) | Kristin Scott Thomas | Il y a longtemps que je t'aime |
| 2009 (14a) | Sylvie Testud        | Sagan                          |

### Dècada del 2010
| Any                  | Actriu                      | Pel·lícula                                    |
| -------------------- | --------------------------- | --------------------------------------------- |
| 2010 (15a)           | Isabelle Adjani             | La Journée de la jupe                         |
| 2010 (15a)           | Sandrine Kiberlain          | Mademoiselle Chambon                          |
| 2010 (15a)           | Dominique Blanc             | L'Autre                                       |
| 2010 (15a)           | Valeria Bruni Tedeschi      | Les Regrets                                   |
| 2010 (15a)           | Audrey Tautou               | Coco, de la rebel·lia a la llegenda de Chanel |
| 2011 (16a)           | Kristin Scott Thomas        | La clau de la Sarah                           |
| 2011 (16a)           | Catherine Deneuve           | Potiche                                       |
| 2011 (16a)           | Juliette Binoche            | Còpia certificada                             |
| 2011 (16a)           | Isabelle Carré              | Tímids anònims                                |
| 2011 (16a)           | Ludivine Sagnier            | Pieds nus sur les limaces                     |
| 2012 (17a)           | Bérénice Bejo               | The Artist                                    |
| 2012 (17a)           | Catherine Deneuve           | Les Bien-aimés                                |
| 2012 (17a)           | Karin Viard                 | Polisse                                       |
| 2012 (17a)           | Chiara Mastroianni          | Les Bien-aimés                                |
| 2012 (17a)           | Marina Foïs                 | Polisse                                       |
| 2012 (17a)           | Valérie Donzelli            | La Guerre est déclarée                        |
| 2012 (17a)           | Clotilde Hesme              | Angèle et Tony                                |
| 2013 (18a)           | Emmanuelle Riva             | Amor                                          |
| 2013 (18a)           | Catherine Frot              | Les Saveurs du palais                         |
| 2013 (18a)           | Noémie Lvovsky              | Camille redouble                              |
| 2013 (18a)           | Marion Cotillard            | De rovell i d'os                              |
| 2013 (18a)           | Corinne Masiero             | Louise Wimmer                                 |
| 2014 (19a)           | Léa Seydoux                 | La vida d'Adèle                               |
| 2014 (19a)           | Léa Seydoux                 | Grand Central                                 |
| 2014 (19a)           | Catherine Deneuve           | Elle s'en va                                  |
| 2014 (19a)           | Sandrine Kiberlain          | 9 Mois ferme                                  |
| 2014 (19a)           | Emmanuelle Seigner          | La Venus de les pells                         |
| 2014 (19a)           | Christa Theret              | Renoir                                        |
| 2015 (20a)           | Karin Viard                 | La família Bélier                             |
| 2015 (20a)           | Karin Viard                 | Lulu femme nue                                |
| 2015 (20a)           | Juliette Binoche            | Els núvols de Sils Maria                      |
| 2015 (20a)           | Emilie Dequenne             | Pas son genre                                 |
| 2015 (20a)           | Charlotte Gainsbourg        | Trois Cœurs                                   |
| 2015 (20a)           | Charlotte Gainsbourg        | Samba                                         |
| 2015 (20a)           | Adèle Haenel                | Les Combattants                               |
| 2015 (20a)           | Adèle Haenel                | L'Homme qu'on aimait trop                     |
| 2015 (20a)           | Sandrine Kiberlain          | Elle l'adore                                  |
| 2016 (21a)           |                             |                                               |
| Catherine Frot       | Marguerite                  |                                               |
| Emmanuelle Bercot    | Mon roi                     |                                               |
| Clotilde Courau      | L'Ombre des femmes          |                                               |
| Izïa Higelin         | La Belle Saison             |                                               |
| Isabelle Huppert     | Valley of Love              |                                               |
| Elsa Zylberstein     | Un plus une                 |                                               |
| 2017 (22a)           |                             |                                               |
| Isabelle Huppert     | Elle                        |                                               |
| Judith Chemla        | Une vie                     |                                               |
| Marion Cotillard     | El somni de la Gabrielle    |                                               |
| Virginie Efira       | Victoria                    |                                               |
| Sidse Babett Knudsen | La Fille de Brest           |                                               |
| Soko                 | La Danseuse                 |                                               |
| 2018 (23rd)          |                             |                                               |
| Jeanne Balibar       | Barbara                     |                                               |
| Hiam Abbass          | Une famille syrienne        |                                               |
| Juliette Binoche     | Un beau soleil intérieur    |                                               |
| Emmanuelle Devos     | Numéro une                  |                                               |
| Charlotte Gainsbourg | Promesa a l'alba            |                                               |
| Karin Viard          | Jalouse                     |                                               |
| 2019 (24a)           |                             |                                               |
| Élodie Bouchez       | En bones mans               |                                               |
| Cécile de France     | Mademoiselle de Joncquières |                                               |
| Léa Drucker          | Jusqu'à la garde            |                                               |
| Virginie Efira       | Un amour impossible         |                                               |
| Mélanie Thierry      | La Douleur                  |                                               |

### Dècada del 2020
| Any                 | Actriu                                | Pel·lícula |
| ------------------- | ------------------------------------- | ---------- |
| 2020 (25a)          |                                       |            |
| Noémie Merlant      | Retrat d'una dona en flames           |            |
| Fanny Ardant        | La Belle Époque                       |            |
| Anaïs Demoustier    | Els consells de l'Alice               |            |
| Eva Green           | Proxima                               |            |
| Karin Viard         | Chanson douce                         |            |
| 2021 (26a)          |                                       |            |
| Martine Chevallier  | Entre nosaltres                       |            |
| Barbara Sukowa      | Entre nosaltres                       |            |
| Laure Calamy        | Antoinette dans les Cévennes          |            |
| Emmanuelle Devos    | Les Parfums                           |            |
| Virginie Efira      | Adieu les cons                        |            |
| Camélia Jordana     | Les coses que diem, les coses que fem |            |
| 2022 (27a)          |                                       |            |
| Anamaria Vartolomei | L'esdeveniment                        |            |
| Suliane Brahim      | La Nuée                               |            |
| Virginie Efira      | Benedetta                             |            |
| Valérie Lemercier   | Aline                                 |            |
| Sophie Marceau      | Tout s'est bien passé                 |            |
| 2023 (28a)          |                                       |            |
| Virginie Efira      | Les Enfants des autres                |            |
| Françoise Lebrun    | Vortex                                |            |
| Noémie Merlant      | L'Innocent                            |            |
| Juliette Binoche    | En un moll de Normandia               |            |
| Laure Calamy        | A temps complet                       |            |
| 2024 (29a)          |                                       |            |
| Sandra Hüller       | Anatomia d'una caiguda                |            |
| Catherine Deneuve   | Bernadette                            |            |
| Léa Drucker         | L'Été dernier                         |            |
| Virginie Efira      | Rien à perdre                         |            |
| Hafsia Herzi        | Le Ravissement                        |            |
| 2025 (30a)          |                                       |            |
| Karla Sofía Gascón  | Emilia Pérez                          |            |
| Hafsia Herzi        | Borgo                                 |            |
| Agnès Jaoui         | Ma vie ma gueule                      |            |
| Anamaria Vartolomei | Maria                                 |            |
| Hélène Vincent      | Quand vient l'automne                 |            |